# Ra (Insel)
Ra oder Rah, auch Aya genannt, ist eine kleine Insel der Banks-Inseln im Norden des pazifischen Inselstaates Vanuatu.
Die etwa 0,5 km² große Insel liegt knapp 100 Meter vor der Südwestspitze der weit größeren Insel Mota Lava, mit welcher sie sich ein gemeinsames Saumriff teilt. Bei Niedrigwasser ist eine Passage zwischen den beiden Inseln zu Fuß möglich.
Nach dem Zensus 2009 hat Ra 189 Einwohner.